# Men of the Midlands
Men of the Midlands — пригласительный снукерный турнир, проходивший в начале 1970-х.
В 1972 году в турнире участвовали восемь игроков, разделённых на две группы. Двое сильнейших из каждой группы выходили в полуфинал. В 1973-м в Men of the Midlands сыграли только четверо снукеристов, но формат группового раунда сохранился. Отличие было в том, что каждый игрок проводил по два матча со своими соперниками, а полуфинальная стадия отсутствовала по причине нехватки участников — теперь двое лучших выходили сразу в финал. 
Матчи турнира проходили в разных местах. Оба раза Men of the Midlands проводился весной.

## Победители
| Год  | Победитель    | Финалист     | Счёт | Приз победителю | Спонсор |
| ---- | ------------- | ------------ | ---- | --------------- | ------- |
| 1972 | Алекс Хиггинс | Джон Спенсер | 4:2  | £ 300           | M & B   |
| 1973 | Алекс Хиггинс | Рэй Риардон  | 5:3  | £ 500           | M & B   |